# Léopold Victor de Lacroix
Léopold Victor de Lacroix (* 1878; † 1948) war ein französischer Diplomat.

## Leben
Léopold Victor de Lacroix trat vor dem Ersten Weltkrieg in den Dienst des Außenministeriums ein, wurde Gesandtschaftsrat an der Botschaft in Istanbul und diente in Berlin. Zu Beginn des Ersten Weltkrieges wurde er im August 1914 Bürovorsteher von René Viviani. Nach dem Ersten Weltkrieg wurde er Gesandtschaftsrat in Bern. Von 1923 bis 1925 leitete er in Paris am Quai d’Orsay (Außenministerium) die „Abteilung Europa“. Von 1926 bis 1929 war er Delegierter bei der Europäischen Donaukommission. Vom 26. März 1936 bis zur deutschen Besetzung Böhmens und Mährens am 16. März 1939, die von NS-Propaganda als „Zerschlagung der Rest-Tschechei“ bezeichnet wurde, war er Gesandter in Prag.
| Vorgänger             | Amt                                                                          | Nachfolger    |
| --------------------- | ---------------------------------------------------------------------------- | ------------- |
| François Charles-Roux | Französischer Delegierter bei der Europäischen Donaukommission 1927 bis 1928 | Osmin Laporte |
| Paul-Émile Naggiar    | Französischer Gesandter in Prag 26. März 1936 bis 16. März 1939              | Georges Monod |